# Избори за предсједника Црне Горе 2003.
Избори за предсједника Републике Црне Горе 2003. одржани су 11. маја 2003. године
Ово су били трећи избори у периоду од пет месеци, јер су избори у децембру 2002. године и избори у фебруару 2003. године пропали зато што је одазив бирача био мањи од 50%, усљед бојкота опозиције. И ови избори су бојкотовани па је одазив био опет мањи од 50% (48,32%) али је у међувремену, након два неуспјела избора, дошло до промјене изборног закона.
Скупштина Црне Горе је 26. фебруара 2003. године већином гласова владајућих странака усвојила нови Закон о избору предсједника републике, који је проглашен народног дана, а објављен је у Службеном листу бр. 11. од 28. фебруара 2003. године. Овим законом укинут је дотадашњи изборни цензус, који је прoписивао обавезу излазности од преко 50% у односу на укупан броја бирача, тако да су мајски избори за предсједника Црне Горе по слову овог закона оглашени за успјешне.

## Резултати
| Кандидати                         | Предлагач | Гласови | %     |
| --------------------------------- | --------- | ------- | ----- |
| Филип Вујановић                   | ДПС—СДП   | 139,620 | 64.34 |
| Миодраг Живковић                  | ЛСЦГ      | 68,133  | 31.4  |
| Драган Хајдуковић                 | независан | 9,242   | 4.26  |
| Важећи гласови                    |           | 216,995 | 100   |
| Укупно (излазност 48,32%, +1.68%) |           | 221,497 |       |